# Лисогірський провулок (Київ)
Лисогі́рський прову́лок — провулок у Голосіївському районі міста Києва, місцевості Багринова гора, Лиса гора. Пролягає від Лисогірської вулиці до Пирогівського шляху (первісно — до Столичного шосе).

## Історія
Провулок виник, ймовірно, не пізніше 2-ї половини 1940-х років як один зі шляхів до старої Обухівської дороги. Ймовірно, з початку 1980-х років втратив назву (можливо, через побудову у 1983 році залізниці Київ — Миронівка, що «перекрила» прямий вихід на Столичне шосе). Провулок існував у вигляді безіменного проїзду, що проходить від Лисогірської до початку Червонопрапорної вулиці. У 2009 році було офіційно поновлено назву «Лисогірський провулок». На деяких електронних картах позначається як Лисогірський узвіз.